# Troglohyphantes exul
Troglohyphantes exul är en spindelart som beskrevs av Thaler 1987. Troglohyphantes exul ingår i släktet Troglohyphantes och familjen täckvävarspindlar.
Artens utbredningsområde är Italien. Inga underarter finns listade i Catalogue of Life.